# Atelopus eusebiodiazi
Atelopus eusebiodiazi es una especie de anfibio anuro de la familia Bufonidae.

## Distribución geográfica
Esta especie es endémica de la región de Piura, en el noroeste del Perú. Habita a unos 2950 m de altitud en la parte norte de la cordillera de Huancabamba.

## Etimología
Esta especie lleva el nombre en honor al taxidermista Eusebio Diaz.

## Publicación original
- Venegas, Catenazzi, Siu-Ting & Carrillo, 2008 : Two new harlequin frogs (Anura: Atelopus) from the Andes of northern Peru. Salamandra, vol. 44, n.º 3, p. 163–176[5]